# Ragazze nel pallone - Pronte a vincere
Ragazze nel pallone - Pronte a vincere (Bring It On: In It to Win It) è un film del 2007 di Steve Rash, con Ashley Benson e Michael Copon.
Ambientato nel mondo delle cheerleader statunitensi, è il quarto episodio della saga "Ragazze nel pallone".

## Trama
Durante la competizione Camp Spirit Thunder, il West Coast Sharks, capitanata da Carson si troverà di fronte alla loro acerrima rivale dell'East Coast Jets, capitanata da Brooke.
Entrambe le squadre sono feroci rivali in quanto ciascuna è la migliore sulle sue rispettive coste; tuttavia, i Jets hanno battuto gli Sharks negli ultimi tre anni di fila ai campionati annuali di Cheer Camp. La competizione Camp Spirit Thunder può e deve essere una rivincita per le Sharks, per questo faranno di tutto per vincere. A causa di un incidente molti cheerleader si fanno male e non saranno perciò più in grado di ballare; entrambe le squadre si troveranno così ad avere troppi pochi componenti. Decidono infine di unire le loro forze per non rinunciare al campionato, ma ora devono ideare una coreografia spettacolare per sconfiggere I Flamingos del campo avversario.
Nei titoli di coda la cantante Ashley Tisdale, sorella di Jennifer Tisdale (Chelsea), esegue il suo singolo "He Said She Said".